# Ophiusa fulvotaenia
Ophiusa fulvotaenia là một loài bướm đêm trong họ Erebidae.